# Ални
Ални — группа магнитотвёрдых (высококоэрцитивных) сплавов железо (Fe) — никель (Ni) — алюминий (Al).
Состав близок к Fe2NiAl, при этом содержание никеля и алюминия в ални-сплавах колеблется в пределах 20-34 % Ni и 11-18 % Al. Сплавы обладают большими значениями коэрцитивной силы и остаточной индукцией. Плотность ~ 6900 кг/м³. При уменьшении доли железа в сплаве остаточная индукция уменьшается при возрастании коэрцитивной силы.
Легирование ални-сплавов улучшает их магнитные характеристики, применяется легирование медью (например, сплав 24 % никеля, 4 % меди, 13 % алюминия и 59 % железа), кобальтом (сплавы альнико и магнико). Примесь углерода снижает магнитные свойства сплава, его содержание не должно превышать 0,03 %.
Наилучшие магнитные свойства получаются после охлаждения с критической скоростью (15-20 град/сек) в интервале температур от 1100-1200 до 600 °С. Легирование медью (3-5 %), титаном (до 0,3 %) и кремнием (до 1 %) снижает критическую скорость охлаждения и улучшает технологические свойства. 
Ални-сплавы характеризуются высокой твёрдостью и хрупкостью, поэтому для изготовления постоянных магнитов из них применяется литьё с последующей шлифовкой.